# Live vanuit Klazienaveen
Live vanuit Klazienaveen was een radioprogramma van de Nederlandse omroep BNNVARA op de popzender NPO 3FM. Het werd vanaf 6 februari 2015 uitgezonden als opvolger van Vrij, met dezelfde presentatoren: Timur Perlin en Frank van der Lende.  Het programma moest dichter in de buurt komen van het programma Ekstra Weekend, dat eerder op hetzelfde tijdstip werd uitgezonden.
Het moest vermoeden dat de uitzending live vanuit Klazienaveen was. Echter werd het programma gewoon vanuit de NPO 3FM studios in de Peperbus te Hilversum gemaakt.
In de eerste periode van het programma hebben verschillende presentatoren het programma gepresenteerd. Timur Perlin laste een sabbatical in en werd vervangen door Domien Verschuuren. Vanaf juni 2015 presenteerde Sander Hoogendoorn het programma samen met Frank van der Lende.
21 Jaar TROS Pop · 3FM BPM: MinistryOfBeats · 3FM Weekend Request · 3voor12Radio · AdreneLine · Altijd de eerste · ...And all that jazz · Andres · Angelique · Angeliques Afternoon · Annemieke Hier · Annemieke Plays · Anoûl · Arbeidsvitaminen · De Avondspits · De avonturen van Mark · Barend · Barend & Benner · Barend en Wijnand · De Bende van Van der Lende · De Boem Boem Disco Show · The Breakfast Club · Claudia d'r op · Club Carter · Curry en Van Inkel · De Dansbar · Dansen met Delsing · Dit is Domien · Domien, Jouw Ochtendshow · ... & dit is Claudia · Ekstra Weekend · Eva · Eva en Giel · Evers staat op · Frank & Eva: Welkom bij de club! · Franks feestje · GIEL · Harm dB · Hein · Herman · Het Betere Werk · Hier! · Jamie · Jan-Paul · Jasper · Joost · Jorien · Kaat tot Laat · Kevin · Lang leve het weekend! · LEX · Lieke · Markplaats · Mark + Rámon · Mega Top 30 · Michiel · Obi · De ochtenddienst · Olivier · De Orde van de Nacht · Parels van de nacht · Partij voor de Vrijdag · (P)laatwerk · RabRadio · Radio op 'n broodje · Rob · Rob & Wijnand en de Ochtendshow · Sanderdome · Sanders Vriendenteam · Saskia en Olivier · Slapen is voor Losers! · Slapen kan altijd nog · De Steen en Been Show · Studio Saskia · Superrradio · Tannaz · Thijs · Timur op 3FM · Vera on Track · Vier Sas! · Vrij · Weekend Wijnand · Wijnand · @Work · Xnoizz